# Milena Pavlović-Barili
Milena Pavlović-Barili, talvolta Barilli (Požarevac, 5 novembre 1909 – New York, 6 marzo 1945) è stata una pittrice e illustratrice serba.
Fu la principale esponente del modernismo in Serbia durante gli anni trenta del XX secolo.

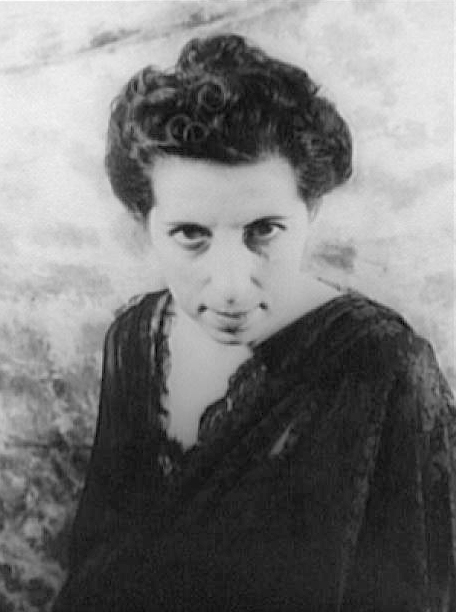
Fotografia di Milena Pavlović-Barili (Carl Van Vechten, 1940).

## Biografia
Era figlia dello scrittore e critico italiano Bruno Barilli e della serba Danica Pavlović, imparentata con la dinastia dei Karađorđević. I genitori si erano incontrati durante un soggiorno per studio a Monaco di Baviera della madre, e si erano poi trasferiti nella città di Požarevac, dove poi era nata la loro figlia (in seguito la sua casa natale divenne un museo).

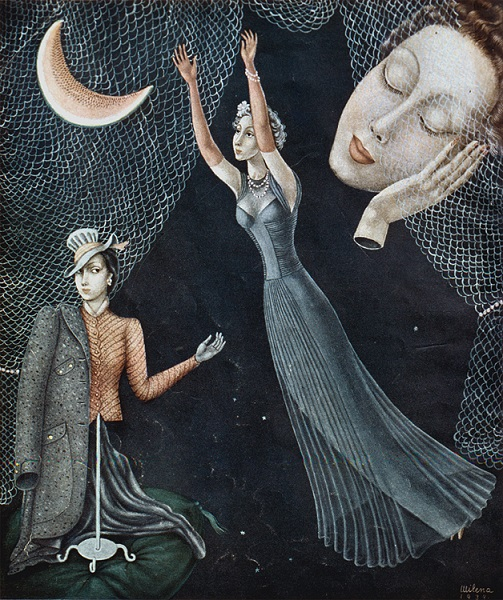
Rosa caldo con grigio freddo (1940)

Cresciuta in un ambiente artistico grazie ai genitori, durante la giovinezza poté viaggiare a lungo in Europa e s'interessò di fotografia. Grazie alle parentele della madre poté frequentare la Scuola Reale di Arte di Belgrado ed entrare in contatto col cinema americano e Hollywood, che influenzò fortemente il suo stile. Si spostò poi a Monaco e infine a Parigi, dove rimase fino allo scoppio della seconda guerra mondiale, occupandosi di pittura, fotografia e moda, seguendo la corrente surrealista. Si sentiva fortemente serba, tanto che rifiutò un'offerta da parte del governo italiano di trasferirsi a Roma nella seconda metà degli anni '30.
Sfollata a New York nel 1940, divenne illustratrice per Vogue, divenendo presto popolare per i suoi disegni ispirati a de Chirico d'impostazione fortemente cinematografica. Fu una tra le artiste selezionate per le esposizioni di Peggy Guggenheim, l'unica proveniente dall'Europa orientale.
Morì improvvisamente il 6 marzo 1945, colta da infarto a soli trentacinque anni. Le sue ceneri vennero traslate al Cimitero acattolico di Roma per volere del padre.